# ジャパンカップサイクルロードレース2022
ジャパンカップサイクルロードレース2022は、2022年10月14日から16日にかけて、栃木県宇都宮市で開催されたジャパンカップサイクルロードレース。新型コロナウイルス感染症の流行により、2020年、2021年と中止になったため、3年ぶりの開催となる。 ロードレースは、UCIプロシリーズとして行われ、カテゴリの1.Pro。2022年のUCIプロシリーズの最終戦として行われる。クリテリウムのカテゴリは、CRTP。
ロードレースは29回目、クリテリウムは11回目の開催。

## 出場チーム

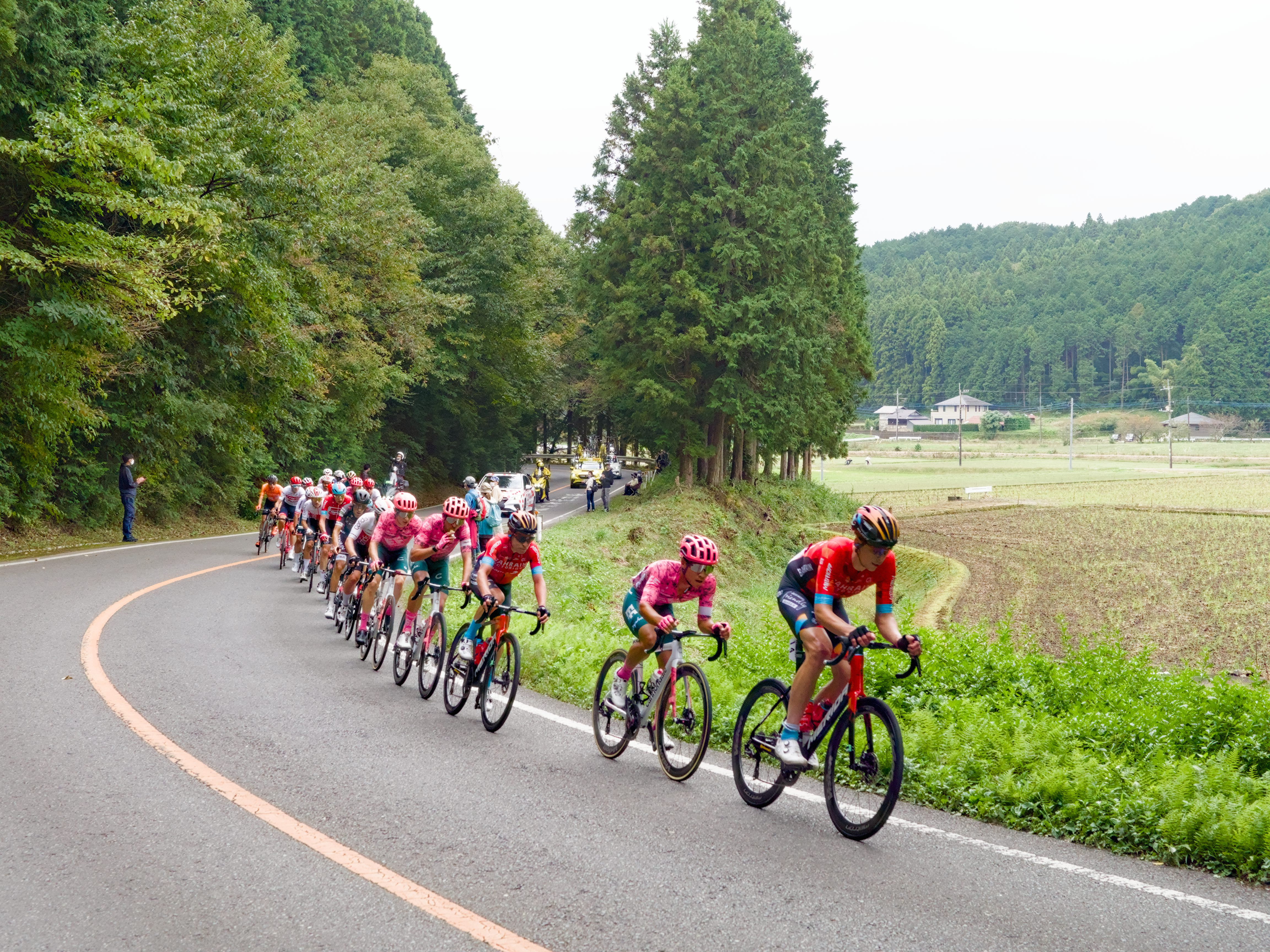
レースの様子

### UCIワールドチーム
- トレック・セガフレード
- バーレーン・ヴィクトリアス
- コフィディス
- EFエデュケーション・イージーポスト
- イスラエル・プレミアテック
- ロット・ソウダル

### UCIプロチーム
- エウスカルテル・エウスカディ
- チーム ノボ ノルディスク

### UCIコンチネンタルチーム
- リュブリャナ・グスト・サンティック
- トレンガヌ・ポリゴン・サイクリングチーム
- TeamUKYO
- 宇都宮ブリッツェン
- キナンレーシングチーム
- マトリックス・パワータグ
- チーム ブリヂストン サイクリング
- シマノレーシング
- 那須ブラーゼン

### ナショナルチーム
- 日本ナショナルチーム

## クリテリウム
| 順位 | 名前                         | 所属国           | チーム                             | タイム  | 差      |
| ---- | ---------------------------- | ---------------- | ---------------------------------- | ------- | ------- |
| 1    | エドワード・トゥーンス       | ベルギー         | トレック・セガフレード             | 41'14'' |         |
| 2    | アクセル・ザングル           | フランス         | コフィディス                       | 41'14'' | +0'00'' |
| 3    | 岡篤志                       | 日本             | EFエデュケーション・イージーポスト | 41'14'' | +0'00'' |
| 4    | アンドレア・ピッコロ         | イタリア         | EFエデュケーション・イージーポスト | 41'14'' | +0'00'' |
| 5    | 小野寺玲                     | 日本             | 宇都宮ブリッツェン                 | 41'14'' | +0'00'' |
| 6    | マキシム・ファン・ヒルス     | ベルギー         | ロット・ソウダル                   | 41'14'' | +0'00'' |
| 7    | ゴツォン・マルティン・サンス | スペイン         | エウスカルテル・エウスカディ       | 41'14'' | +0'00'' |
| 8    | ジャコポ・モスカ             | イタリア         | トレック・セガフレード             | 41'14'' | +0'00'' |
| 9    | フィリプ・マチェユク         | ポーランド       | バーレーン・ヴィクトリアス         | 41'14'' | +0'00'' |
| 10   | ハミッシュ・ビードル         | ニュージーランド | チーム ノボ ノルディスク           | 41'14'' | +0'00'' |

| Lap | 名前                   | 所属国         | チーム                             |
| --- | ---------------------- | -------------- | ---------------------------------- |
| 4   | 渡邊翔太郎             | 日本           | 愛三工業レーシングチーム           |
| 8   | ニールソン・パウレス   | アメリカ合衆国 | EFエデュケーション・イージーポスト |
| 12  | ヴィクトル・ポトチュキ | クロアチア     | リュブリャナ・グスト・サンティック |

## ロードレース
| 順位 | 名前                         | 所属国         | チーム                             | タイム    | 差       |
| ---- | ---------------------------- | -------------- | ---------------------------------- | --------- | -------- |
| 1    | ニールソン・パウレス         | アメリカ合衆国 | EFエデュケーション・イージーポスト | 3:37'49'' |          |
| 2    | アンドレア・ピッコロ         | イタリア       | EFエデュケーション・イージーポスト | 3:38'01'' | + 0'12'' |
| 3    | ベンジャミン・ダイボール     | オーストラリア | TeamUKYO                           | 3:38'02'' | + 0'13'' |
| 4    | エルマン・ベルンスタイナー   | オーストリア   | バーレーン・ヴィクトリアス         | 3:38'02'' | + 0'13'' |
| 5    | マキシム・ファン・ヒルス     | ベルギー       | ロット・ソウダル                   | 3:38'06'' | + 0'17'' |
| 6    | ギョーム・マルタン           | フランス       | コフィディス                       | 3:38'06'' | + 0'17'' |
| 7    | ジューリオ・チッコーネ       | イタリア       | トレック・セガフレード             | 3:38'21'' | + 0'32'' |
| 8    | トマ・ルバ                   | フランス       | キナンレーシングチーム             | 3:38'23'' | + 0'34'' |
| 9    | ティム・ウェレンス           | ベルギー       | ロット・ソウダル                   | 3:39'21'' | + 1'32'' |
| 10   | ゴツォン・マルティン・サンス | スペイン       | エウスカルテル・エウスカディ       | 3:39'21'' | + 1'32'' |

| Lap | 名前                   | 所属国   | チーム                             |
| --- | ---------------------- | -------- | ---------------------------------- |
| 3   | ジェームズ・ショー     | イギリス | EFエデュケーション・イージーポスト |
| 6   | 岡篤志                 | 日本     | EFエデュケーション・イージーポスト |
| 9   | 増田成幸               | 日本     | 宇都宮ブリッツェン                 |
| 12  | ジューリオ・チッコーネ | イタリア | トレック・セガフレード             |

### アジア最優秀選手賞
新城幸也／ バーレーン・ヴィクトリアス

### U23最優秀選手賞
アンドレア・ピッコロ／ EFエデュケーション・イージーポスト